# Maria de Barros
Maria de Barros (nacida en Dakar, Senegal), es una cantante de Cabo Verde, país de origen de sus padres, aunque ella vivió en Nuakchot (Mauritania) y Rhode Island (Estados Unidos) durante su juventud. 
Consideraba a Cesária Évora como su madrina e inspiración. Su música tiene ciertas influencias de Latinoamérica al interpretar salsas. 
Su más reciente producción discográfica se titula Morabeza y contiene once temas.
Ha grabado canciones en varios idiomas, incluyendo su nativo portugués, como también francés, español, alemán e inglés. Ese verano, también se ha presentado en Princeton, Jardines Petronello de Nueva Jersey.